# Rockford, Minnesota
Rockford är en ort i Hennepin County, och Wright County, i Minnesota. Vid 2020 års folkräkning hade Rockford 4 500 invånare.

## Kända personer från Rockford
- Joel McKinnon Miller, skådespelare